# ФК Ванфоре Кофу
Ванфоре Кофу (јап. ヴァンフォーレ甲府) јапански је фудбалски клуб из Кофуа.

## Име
- ФК Кофу (јап. 甲府サッカークラブ, 1965—1994)
- ФК Ванфоре Кофу (јап. ヴァンフォーレ甲府, 1995—)

## Успеси
Првенство
- Фудбалска лига Кантоа: 1969, 1970.
- Џеј 2 лига: 2012.

Куп
- Сениорско фудбалско првенство Јапана: 1969.
- Царев куп: 2022.